# Attelabidae
Famille
Les Attelabidae sont une famille d'insectes coléoptères.

## Liste des sous-familles, genres et espèces
Selon Catalogue of Life (28 août 2014) :
- genre Alleuscelus
- genre Anisolabus
- genre Apoderus
- genre Archolabus
- genre Attelabus
- genre Centrocorynus
- genre Chyphus
- genre Clinolabus
- genre Clitostylus
- genre Cycnotrachelus
- genre Cyphus
- genre Echinapoderus
- genre Emphyleuscelus
- genre Euops
- genre Euscelophilus
- genre Euscelus
- genre Henicolabus
- genre Heterolabus
- genre Himatolabus
- genre Homoeolabus
- genre Hoplapoderus
- genre Hybolabus
- genre Iseuscelus
- genre Isolabus
- genre Lagenoderus
- genre Lamprolabus
- genre Mesitinus
- genre Metriotrachelus
- genre Omolabus
- genre Paracycnotrachelus
- genre Paramecolabus
- genre Parapoderus
- genre Paratomapoderus
- genre Paratrachelophorus
- genre Paroplapoderus
- genre Phialodes
- genre Phyletobius
- genre Phymatapoderus
- genre Phymatolabus
- genre Phymatopsinus
- genre Pilolabus
- genre Plassoderinus
- genre Pleurolabus
- genre Pseudoscotopsinus
- genre Rhamnapoderus
- genre Rhinomacer
- genre Scotopsinus
- genre Synechops
- genre Tomapoderus
- genre Trachelolabus
- genre Trachelophoridius
- genre Trachelophorus
- genre Xestolabus

Selon ITIS (28 août 2014) :
- genre Apoderus Olivier, 1807
- genre Attelabus Linnaeus, 1758
- genre Himatolabus Jekel, 1860
- genre Homoeolabus Jekel, 1860
- genre Xestolabus Jekel, 1860
- sous-famille Attelabinae Billberg, 1820
- sous-famille Rhynchitinae Gistel, 1856

Selon NCBI (28 août 2014) :
- sous-famille Apoderinae
  - genre Apoderus
    - Apoderus balteatus
    - Apoderus coryli
    - Apoderus erythrogaster
    - Apoderus geminus
    - Apoderus giraffa
    - Apoderus jekelii
    - Apoderus rubidus

  - genre Cycnotrachelus
    - Cycnotrachelus roelofsi

  - genre Paracycnotrachelus
    - Paracycnotrachelus longiceps

  - genre Paratrachelophorus
    - Paratrachelophorus longicornis

  - genre Phymatapoderus
    - Phymatapoderus subornatus

  - genre Phymatopoderus
    - Phymatopoderus latipennis
- sous-famille Attelabinae
  - genre Attelabus
    - Attelabus analis
    - Attelabus nigripes
    - Attelabus nitens

  - genre Euops
    - Euops politus
    - Euops pustulosus
    - Euops splendidus

  - genre Henicolabus
    - Henicolabus lewisii

  - genre Omolabus
    - Omolabus biplagiatus
    - Omolabus piceus

  - genre Parasynatops
    - Parasynatops konoi

  - genre Phialodes
    - Phialodes rufipennis

  - genre Sawadaeuops
    - Sawadaeuops punctatostriatus
- sous-famille Rhynchitinae
  - genre Aderorhinus
    - Aderorhinus crioceroides

  - genre Auletes
    - Auletes nebulosus

  - genre Auletobius
    - Auletobius cassandrae
    - Auletobius fumigatus
    - Auletobius uniformis

  - genre Byctiscus
    - Byctiscus betulae
    - Byctiscus fausti
    - Byctiscus populi
    - Byctiscus puberulus
    - Byctiscus venustus

  - genre Caenorhinus
    - Caenorhinus mannerheimi
    - Caenorhinus ohdaisanus
    - Caenorhinus vossi

  - genre Chokkirius
    - Chokkirius truncatus

  - genre Chonostropheus
    - Chonostropheus chujoi

  - genre Cyllorhynchites
    - Cyllorhynchites ursulus

  - genre Deporaus
    - Deporaus affectatus
    - Deporaus betulae
    - Deporaus fuscipennis
    - Deporaus insularis
    - Deporaus minimus
    - Deporaus nidificus
    - Deporaus septemtrionalis
    - Deporaus unicolor

  - genre Epirhynchites
    - Epirhynchites heros

  - genre Eugnamptus
    - Eugnamptus amurensis
    - Eugnamptus angustatus

  - genre Haplorhynchites
    - Haplorhynchites caeruleus

  - genre Involvulus
    - Involvulus apionoides
    - Involvulus cornix
    - Involvulus cylindricollis
    - Involvulus pilosus

  - genre Japonorhynchites
    - Japonorhynchites sanguinipennis

  - genre Lasiorhynchites
    - Lasiorhynchites cavifrons

  - genre Maculinvolvulus
    - Maculinvolvulus singularis

  - genre Merhynchites
    - Merhynchites bicolor

  - genre Nelasiorhynchites
    - Nelasiorhynchites olivaceus

  - genre Neocoenorhinidius
    - Neocoenorhinidius assimilis

  - genre Neocoenorrhinus
    - Neocoenorrhinus pauxillus

  - genre Paradeporaus
    - Paradeporaus depressus

  - genre Rhynchites
    - Rhynchites ophthalmicus

  - genre Schoenitemnus
    - Schoenitemnus minutus

  - genre Tatianaerhynchites
    - Tatianaerhynchites aequatus

  - genre Thompsonirhinus
    - Thompsonirhinus plumbeus

Selon Wikispecies (site consulté le 26 janvier 2019), il y a 6 sous-familles:

Apoderinae - Archolabinae - Attelabinae - Isotheinae - Pterocolinae - Rhynchitinae